# برایان لوی
برایان لوی (انگلیسی: Braian Lluy؛ زادهٔ ۲۵ آوریل ۱۹۸۹) بازیکن فوتبال اهل آرژانتین است.
از باشگاه‌هایی که در آن بازی کرده‌است می‌توان به باشگاه فوتبال آستراس تریپولی و باشگاه فوتبال راسینگ کلوب آویاندا اشاره کرد.